# أبداس أسقف سوسة
أبداس (كذلك أبدا أبدا، ابدياس، أوداس) كان أسقف سوسة في بلاد فارس (أو «أسقف بلاد فارس» كما يسميه المؤرخ سقراط القسطنطيني) في عهد الإمبراطورية الساسانية. ولد بالقرن الرابع الميلادي لأم زرادشتية التي ربته على الفضيلة والتقوا مما جعله محبوباً لدى الجميع.
بعد اكتسابه علماً رفيعاً وسلوكه طريق الفضيلة وُسِمَ أبداس قسيساً، فبنى بمدينته تشالدر ديراً ومدرسة اعتنى وأشرف عليهما شخصياً لتنمو وتحوي 60 مدرساً كما يروى. قام أبداس بتعميد الكثير من أهل مدينته ودعا لعقيدته المسيحية مما أدى لاعتقاله من قبل المجوس. عانى أبداس في السجن من الإذلال والجوع والألم محافظاً على اعتقاده حتى تم إطلاق سراحه بطريقة عجيبة.
أثناء تعذيبه ضمن أمر الملك سابور ذو الأكتاف لاضطهاد المسيحيين، نمت شجرة على شكل صليب انبثقت من الأرض وقامت بعدد من المعجزات فجمعت الشجرة العديد من الناس حولها وبنيت صومعة على هذه البقعة لاحقاً، انضم إليها أبداس لاحقاً وقام بالوعظ وتعليم إنجيل الحياة. بعدها تم تعيين أبداس أسقفاً لمدينة سوسة وتبعه الكثير من الناس ليصبحوا تلاميذه.
في عام 420 للميلاد دخل أبداس في خلاف مع المجوس فتم اتهامه بحرق معبد النار لإله المجوس إله الخير أهورامزدا، فقام الملك يزدجرد بأمر أبداس بترميم وإصلاح المعبد المحروق على نفقته الخاصة ولكن أبداس رفض ذلك مسبباً لإقيام الملك بإصدار أمرا بهدم الكنائس. تسبب ذلك في تشنج العلاقات بين الكنيسة المسيحية والحكومة الفارسية التي كانت علاقات طيبة فيما سبق، وتسبب في موجة اضطهاد للمسيحيين في بلاد فارس.
سوى ماذكر أعلاه لا يعلم عن سيرة أبداس شيئاً غير أنه ساعد ماروثاس في طرد شيطان ليخرج من المك يزدجرد. التراث المسيحي يحكي أن أبداس كان أول شهداء الاضطهاد المسيحي ببلاد فارس حيث ضرب بالهراوة حتى الموت، ولهذا يعتبر قديساً.